# 華川水壩
華川水壩（韩语：／ Hwacheon daem */?）是韓國江原道華川郡北漢江的水壩，於1944年完工。該水壩蓄水後形成了人工湖破虜湖。該水壩在朝鲜战争中成為空襲目標，同時用於防範朝鮮民主主義人民共和國突然釋放任南水壩的洪水。
水壩建於第二次世界大戰時，由朝鮮日治時期的日本人建造。1939年7月漢江水力電氣株式會社啟動建設，1944年10月完工。首個發電機於5月啟動，10月第二發電機啟動。第三發電機於1957年啟動，最後的第四發電機於1968年啟動。在上流的和平水壩2005年完工以前，一直起着朝鮮任南水壩崩塌或過度泄洪時的第一線防御機能。

## 機能
堤高78公尺，堤頂長435公尺的重力壩。流域面積3,901平方公里，總貯水容量10.18億立方公尺。當中有效貯水容量809萬立方公尺，另有213萬立方公尺作為洪水控制之用。貯水池面積為38.9平方公里。水壩的排水由16道閘門控制，最大排水量為每秒5,428立方公尺。發電所位於水壩西南2.5公里山脊上。發電所設有4部27 MW的水力發電機，有效落差74.5公尺。

## 歷史

### 朝鮮戰爭
1951年4月8日深夜，朝鲜人民军與中国人民志愿军利用水壩的溢洪道超量泄洪至下游，導致联合国军5座浮橋無法使用。4月9日，在该地区完成其他任务的美國陸軍第7騎兵團受命攻占水坝，但因遭到頑強抵抗而失敗。4月16日至21日，美軍一度攻占了水壩，但未来得及破坏排水闸即遭志願軍逆襲擊退。美军的B-29也未能破坏水壩功能，之后在4月30日天襲者投下Tiny Tim空對地反艦火箭彈與2枚2000磅炸彈，炸開溢洪道閘門一個洞。5月2日，19航空群12架F4U海盜式戰鬥機護航下，8架裝有Mk 13型魚雷的天襲者出擊，發射8枚魚雷，當中7枚命中水壩，6枚爆炸。此攻擊破壞了其中一個水閘，并对其他的水闸造成了损伤，从而降低了该水坝制造洪水的能力。其中一隊參與任務的美國海軍飛行中隊VFA-195由「猛虎」改名為「水壩剋星」。此攻擊是世界上最後一次以航空魚雷攻擊地面目標的作戰，也是朝鮮戰爭中唯一一次使用魚雷。

#### 破虜湖
1951年5月26-30日，韩国陆军第6步兵师與中国人民志愿军第63軍在水壩附近交戰，韓國方面声称志願軍死亡超過2萬人，韓國將志願軍士兵遺體以重型機器推入水壩湖中進行水葬，湖水因此變成紅色。戰後，時任總統李承晚訪問水壩湖之際以「擊破蠻虜」命名為破虜湖。至今仍然有其揮筆的紀念碑。